# Перхлорат цезію
 Перхлорат цезію — хімічна речовина, сіль цезію і хлорної кислоти з формулою CsClO4.

## Загальні відомості

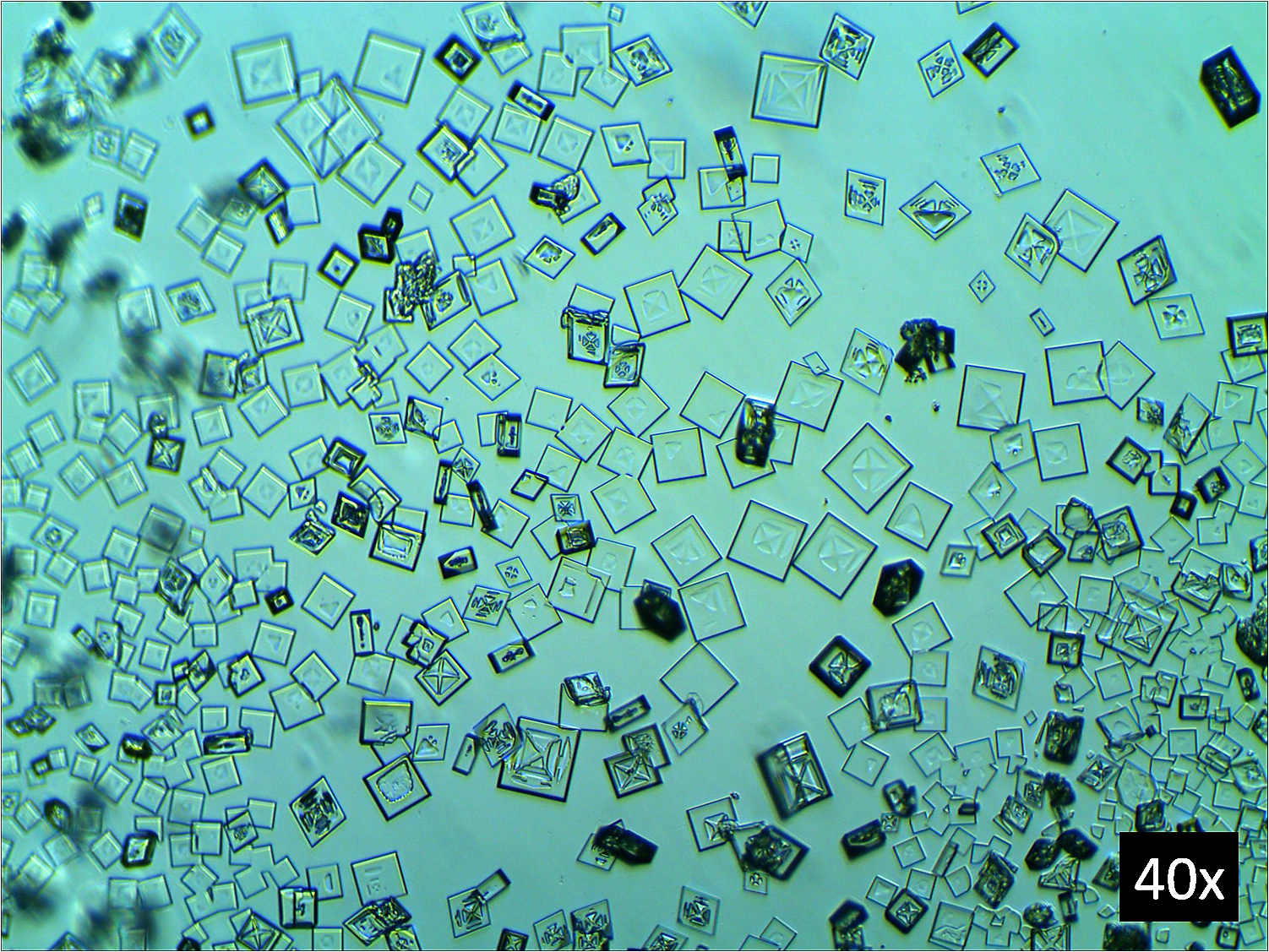
Мікрокристали перхлорату цезію. Збільшення в 40 раз

Білі ромбподібні гігроскопічні кристали.
Перхлорат цезію найменш розчинний, як серед перхлоратів лужних металів (Rb, K, Li, Na), так і серед солей цезію. Ця властивість, яка може бути використана з метою сепарації і навіть бути корисна для гравіметричного аналізу. Низька розчинність перхлората цезію зіграла важливу роль в характеристиці франція, як лужного металу.
| Температура (° C)        | 0   | 8.5  | 14   | 25    | 40    | 50   | 60   | 70   | 99    |
| Розчинність (г / 100 мл) | 0.8 | 0.91 | 1.91 | 1.974 | 3.694 | 5.47 | 7.30 | 9.79 | 28.57 |

Виділяється з водних розчинів у вигляді білих блискучих кристалів ромбоподібної форми. При повільному охолодженні насичених розчинів можливо отримати товсті пластинки.
Як і всі перхлорати, CsClO4 є сильним окислювачем і може бурхливо реагувати з відновниками і органічними речовинами, особливо при підвищених температурах. При контакті з горючими речовинами може привести до пожежі.